# オセロット属
オセロット属（Leopardus）は、哺乳綱食肉目ネコ科ネコ亜科の属。アメリカ大陸に固有の属である。アメリカ大陸の小型ネコ類の中では古い系統に位置し、中新世後期にベーリング地峡を通ってアジアから北アメリカに渡ってきたと考えられている。
本属の特徴として、染色体数が36本である（他のネコ科は38本）。

## 分類
本属のみからなる単系統群はOcelot lineageとも呼ばれる。以前はLynchailurus・Oncifelis・Oreailurusなどの属が本属の構成種に用いられることもあったが、これらは本属のシノニムとみなされている。
以下の種の分類・英名は、Kitchener et al. (2017) に従う。和名は川田ら (2018) に従う。ジャガーネコ類については水口・秋山編 (2021) に従った。
- Leopardus colocola コロコロ Pampas cat
- Leopardus geoffroyi ジョフロワネコ Geffroy's cat
- Leopardus guigna コドコド Guiña, kod-kod
- Leopardus guttulus ミナミジャガーネコ[7] Southern tigrina
- Leopardus jacobita アンデスネコ Andean mountain cat
- Leopardus pardalis オセロット Ocelot
- Leopardus tigrinus ジャガーネコ Northern tigrina, oncilla
- Leopardus wiedii マーゲイ Margay

Kitchener et al. (2017) 以降も、特にパンパスネコ類やジャガーネコ類を中心に再分類の議論が行われている。
パンパスネコ類（広義のコロコロ、Leopardus colocola sensu lato）は、Wozencraft (2005) によるとコロコロL. colocolo・パンタナルネコL. braccatus・パンパスネコL. pajerosの3種とされていた。Kitchener et al. (2017) はこれらを同種（7亜種を含む）とみなしたが、Nascimento et al. (2021) によりL. colocola（英名Colocolo）・L. pajeros（Southern pampas cat）・L. garleppi（Garlepp's pampas cat）・L. braccatus（Pantanal cat）・L. munoai（Muñoa's pampas cat）の5種に分割する説も提唱されている。なお、L. munoaiについては有効名をL. fasciatus（Larrañaga's pampas cat）とする説もある。
ジャガーネコ類（広義のジャガーネコ、Leopardus tigrinus sensu lato）は、Wozencraft (2005) による分類では1種とされていたが、Kitchener et al. (2017) ではジャガーネコL. tigrinus（別名キタジャガーネコ。亜種L. t. oncillaを含む）・ミナミジャガーネコL. guttulusの2種に分割されている。Nascimento &  Feijó (2017) ではさらにヒガシジャガーネコL. emiliaeが独立種とされ3種となった。一方でde Oliveira et al. (2024) ではジャガーネコ類がL. tigrinus（英名savanna tiger-cat）・L. guttulus（Atlantic Forest tiger-cat）・L. pardinoides（clouded tiger-cat。亜種L. p. oncillaを含む）の3種に再分類され、L. emiliaeは認められていない。
2023年には、毛皮標本の形態やミトコンドリアDNA・核遺伝子の系統解析に基づきLeopardus narinensis（英名Nariño cat）が新種記載されている。